# نظام شوجار باسترز
نظام شوجار باسترز (Sugar Busters!) هو نظام غذائي يركز على القضاء على الأطعمة التي تحتوي على الكربوهيدرات المكررة مثل السكر المكرر والدقيق الأبيض والأرز الأبيض،  فضلًا عن تصنيف الكربوهيدرات التي تحدث بشكل طبيعي عالية في مؤشر نسبة السكر في الدم مثل البطاطا والجزر.
هذا النظام تم إنشاؤه من قبل  لايتون ستيوارد، سام إس أندروز،  موريسون سي بيثيا، ولويس أ.
يصنف النظام الغذائي على أنه نظام غذائي بدعة،  وعلى الرغم من أن نتائجه تقارن بغيرها من الأنظمة الغذائية الأخرى منخفضة السعرات الحرارية،  إلا أنها تزيد من خطر الإصابة بأمراض القلب.
Sugar Busters الأصلي! تم نشر «قطع السكر للقضاء على الدهون» من قبل المؤلفين في عام 1995 وأصبح نجاحًا محليًا في مسقط رأسهم في نيو أورلينز،  وبعد ذلك أعادت Ballantine Books إصدار الكتاب على المستوى الوطني. بلغت طبعة بالانتاين رقم 1 على قائمة الكتب الأكثر مبيعًا في نيويورك تايمز في يونيو 2001.  تحديث المحدثين السكر الجديد! تم نشر قص السكر لتقطيع الدهون في عام 2003.